# Mirko Pigliacelli
Mirko Pigliacelli (n. 30 iunie 1993, Roma, Italia) este un fotbalist italian, care joacă pe post de portar la Palermo în Serie B. Pe plan internațional, are prezențe la națională pentru Italia U18⁠(d), Italia U19⁠(d), Italia U20⁠(d) și Italia U21⁠(d).

## Carieră
La 30 iunie 2018, Pigliacelli s-a alăturat Universității Craiova cu un împrumut pe tot parcursul sezonului.